# Mitch Petrus
Jonathan Mitchell Petrus (Carlisle, Arkansas, 1987. május 11. – Lonoke, Arkansas, 2019. július 18.) Super Bowl-győztes amerikai amerikaifutball-játékos.

## Pályafutása
2010 és 2012 között a New York Giants, 2012-ben a New England Patriots, majd a Tennessee Titans játékosa volt. 2012-ben a Giants együttesével Super Bowl-győztes volt.

## Sikerei, díjai
- Super Bowl
  - győztes: 2012